# Joe T Vannelli
Joe T Vannelli, noto anche come JTV, pseudonimo di Giuseppe Troccoli (Taranto, 26 novembre 1959), è un disc jockey, produttore discografico e conduttore radiofonico italiano.

## Biografia
Ha iniziato la sua carriera nel 1978 come conduttore radiofonico presso alcune delle prime radio private milanesi, per poi avvicinarsi al mondo del clubbing, esibendosi in discoteche e festival di rilievo internazionale. Ha suonato in eventi come il Pacha e l'Amnesia di Ibiza, la LoveParade di Berlino e il Tomorrowland.
Come produttore, ha contribuito alla realizzazione di numerosi successi della musica house, tra cui Play with the Voice, Sweetest Day of May e Don't Deal With Us. Ha scoperto e prodotto Robert Miles, collaborando anche a remix e brani per artisti di fama mondiale.
Nel 2020 ha fondato Sound Faktory, un hub musicale e creativo a Milano. Durante la pandemia di COVID-19, ha realizzato il progetto Joe T Vannelli Live on Tour, una serie di DJ set trasmessi in streaming con 64 tappe in tutta Italia.
Nel 2021 ha pubblicato l'autobiografia God is a DJ, edita da Baldini+Castoldi, e un album in doppio vinile in edizione limitata.

## Discografia
- 1984 – Mixtime 1
- 1985 – Dee Jay Time Colour
- 1985 – Le Disc
- 1985 – Mixtime 2
- 1986 – Mixtime 3
- 1991 – Original Groove - Vol 1
- 1993 – Overnite EP Volume 1
- 1994 – Underground People Vol 1
- 2000 – Best Of Fashion Tv
- 2001 – Supalova Club Vol 1
- 2002 – New York Bar Live
- 2003 – Supalova Club Vol 5
- 2004 – Who Fucked the Dj?
- 2005 – Supalova Vol 9
- 2006 – Supalova Vol 11
- 2007 – Supalova Vol 13
- 2008 – Supalova Vol 15
- 2009 – Supalova Vol 17 - The Ultimate
- 2010 – Supalova Platinum
- 2011 – Supalova 3D
- 2012 – Supalova 10th Anniversary - Winter 2012
- 2013 – Supalova Forever Vol. 1
- 2014 – Supalova Future DJS
- 2015 – Supalova In The House
- 2022 – God is a DJ